# 갈온

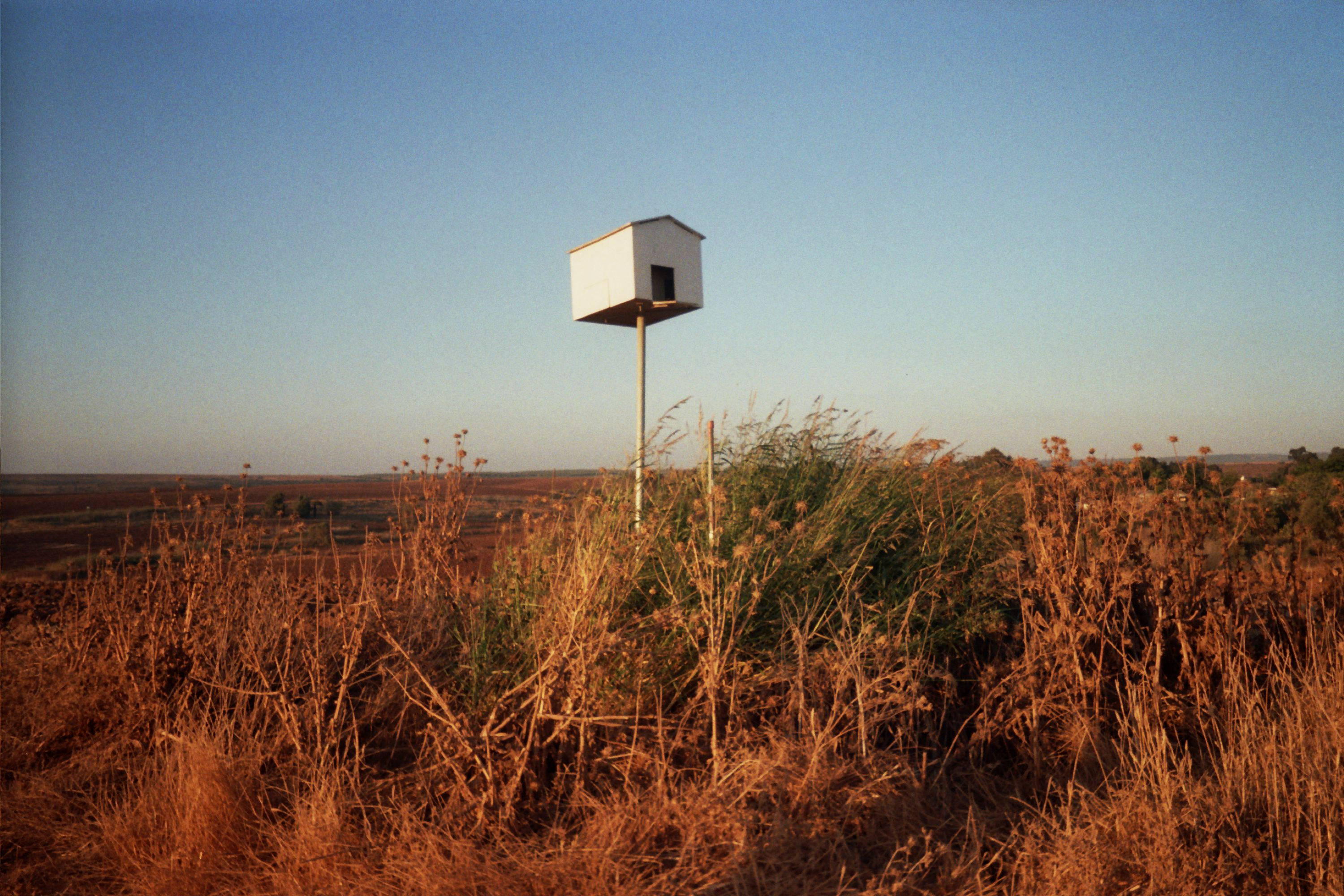
갈온의 들판

갈온(Gal On, 히브리어: גַּלְאוֹן, גל און, 직역: 힘의 물결)은 이스라엘 남부에 있는 키부츠이다. 셰펠라에 위치하며, 요아브 지역 의회의 관할에 속한다. 2016년 인구는 382명이다.
이 키부츠는 하시모르 하차이르 운동과 그들의 키부츠 아르치 정착 기구(현재 키부츠 운동의 일부)와 관련이 있다. 1946년 네게브의 11개 거점 정착 운동의 일환으로 설립되었으며, 키르얏 갓 북동쪽으로 약 10킬로미터, 베이트 구브린 동쪽으로 2킬로미터 떨어진 곳에 위치한다. 이 키부츠는 요아브 지역 의회의 일부로 관리된다.

## 주변 환경
갈온은 지중해에서 약 20킬로미터 떨어진 언덕 위에 있다. 키부츠가 위치한 언덕은 라키시 강의 지류인 구브린천과 접해 있다. 평균 강수량과 온화한 날씨를 가진 갈온의 지중해성 기후는 농업 생산을 용이하게 한다.

## 역사

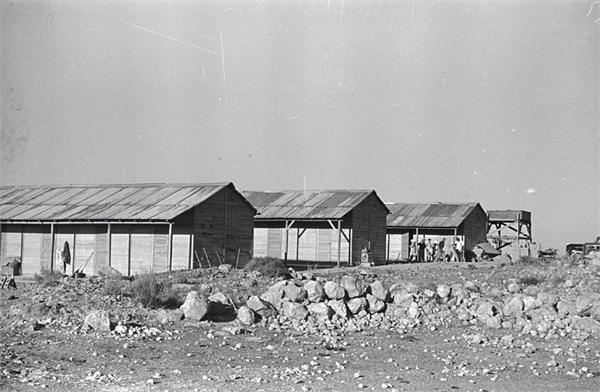
1946년 갈온

결국 키부츠를 설립하게 될 핵심 그룹, 즉 가린은 폴란드의 하시모르 하차이르 시오니스트 청년 운동 회원들로 구성되었다. 키부츠의 초기 아홉 명의 설립자들은 1939년 이주하여 에레츠 이스라엘(당시 팔레스타인 위임통치령)에 왔고, 처음에는 하이파 근처의 아인 하미프라츠에 정착했다. 그룹이 30명으로 늘어나자, 그들은 정착 훈련(하크샤라)을 위해 네스치오나 북서쪽의 기바트 미카엘로 옮겼다. 이 그룹은 도로를 건설하고 개발 중인 지역의 인근 과수원에서 과일을 수확하는 일을 했다. 그들의 노력에도 불구하고, 그룹의 경제 상황은 심각했다. 1946년 10월 5일부터 6일 사이에 욤 키푸르가 끝난 직후, 이 그룹은 그날 밤 그 지역에 세워진 11개의 정착 거점 중 하나로 셰펠라에 있는 키부츠 가트 옆의 현재 위치로 옮겼다. 키부츠는 유대 민족 기금이 매입한 토지에 케렌 하예소드의 자금 지원을 받아 설립되었다.

### 초기 건국 시대

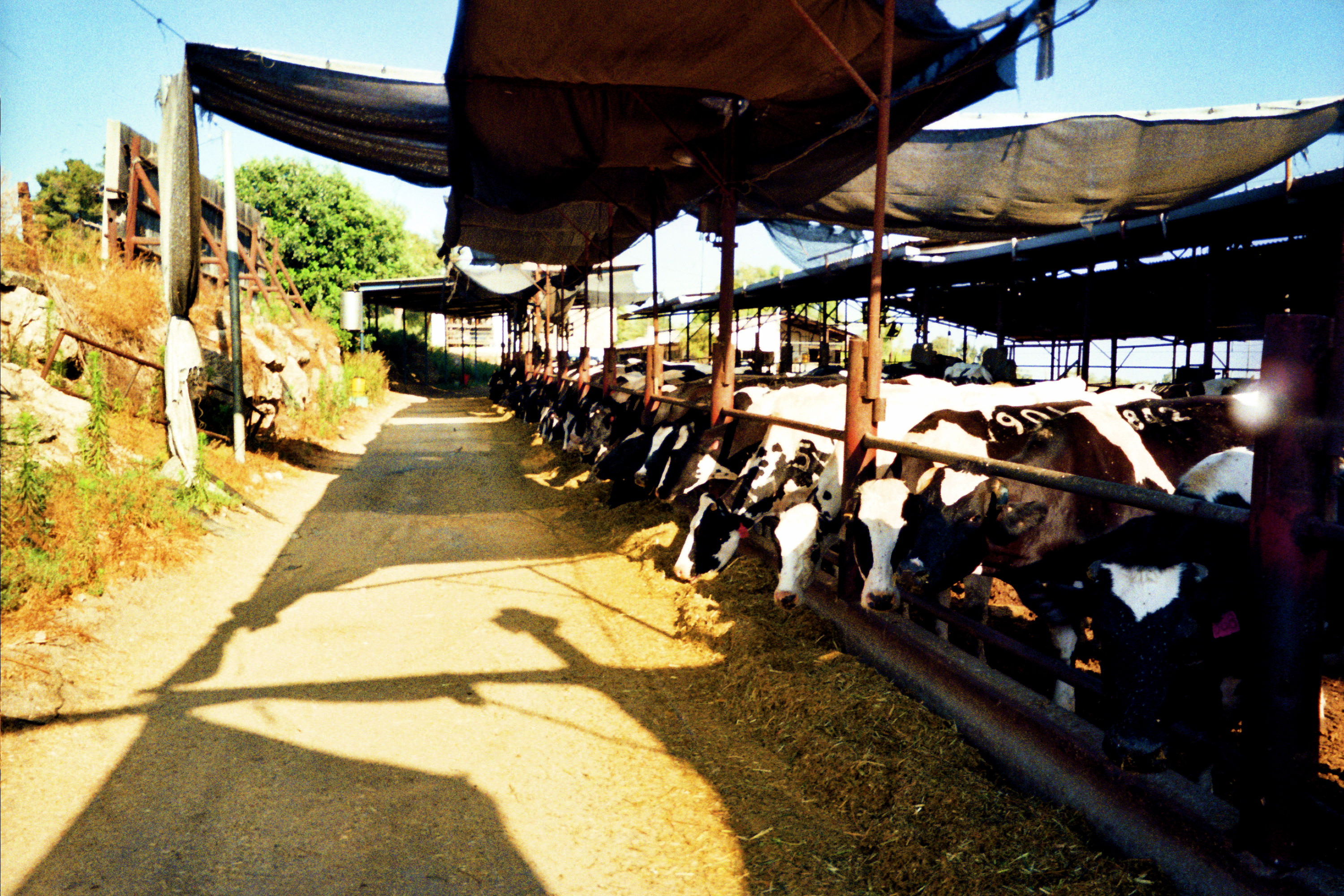
갈온에서 사육되는 소

1948년 아랍-이스라엘 전쟁 동안, 이 키부츠는 이집트 육군에 의해 고립되고 공격받았다. 이집트군은 갈온 1킬로미터 이내로 진격했지만, 키부츠 주민들이 지뢰를 설치하려는 노력은 키부츠를 방어하고 전쟁 중 이스라엘 남부 전선을 유지하는 데 도움이 되었다. 1948년 10월 말, 키부츠는 이스라엘 방위군의 요아브 작전 기지로 사용되었고, 아랍군의 공격을 받아 동쪽의 바이트 지브린을 점령했다. 1949년, 키부츠 베이트 구브린이 근처에 설립되었다.
키부츠의 인구는 1947년에 난민선 엑소더스를 타고 온 홀로코스트 생존자 그룹에 의해 증가했다. 1951년, 북아메리카에서 온 하시모르 하차이르 회원들의 큰 그룹이 도착했다. 이스라엘 하시모르 하차이르 회원들의 그룹은 10년 후인 1961년에 합류했다. 또한, 키부츠는 우루과이에서 온 마팜 회원들의 소그룹도 흡수했다.

### 2000년–현재
2000년, 키부츠는 경제적 어려움에 직면했다. 키부츠는 손실을 보고 있었고, 키부츠 어린이들은 도시로 떠나고 있었다. 결과적으로 갈온 회원들은 방식을 바꾸기로 결정했다. 키부츠 회원들은 새로운 "보안망"을 채택하기로 결정했다. 이것은 경제 상황을 안정시켰지만, 인구 통계에는 거의 영향을 미치지 않았다. 더 많은 키부츠 어린이들이 키부츠에 살고 있지만, 키부츠 회원이 되는 사람은 거의 없다.
그들의 경제 상황은 심각한 물 부족으로 악화되었다. 갈온은 물 부족으로 경작할 수 없는 상당히 넓은 토지를 가지고 있었다. 키부츠는 연간 60,000세제곱미터의 물을 공급하는 우물을 가지고 있었는데, 거의 모두 식수와 일상생활에 사용되었다. 이스라엘의 국립 상수도관이 완공되었을 때에야 경작 면적을 확대할 수 있었다.

## 고고학: 가나안 요새
2020년, 갈온 근처에서 발굴된 기원전 12세기 가나안 요새가 일반에 공개되었다.

## 산업 및 농업

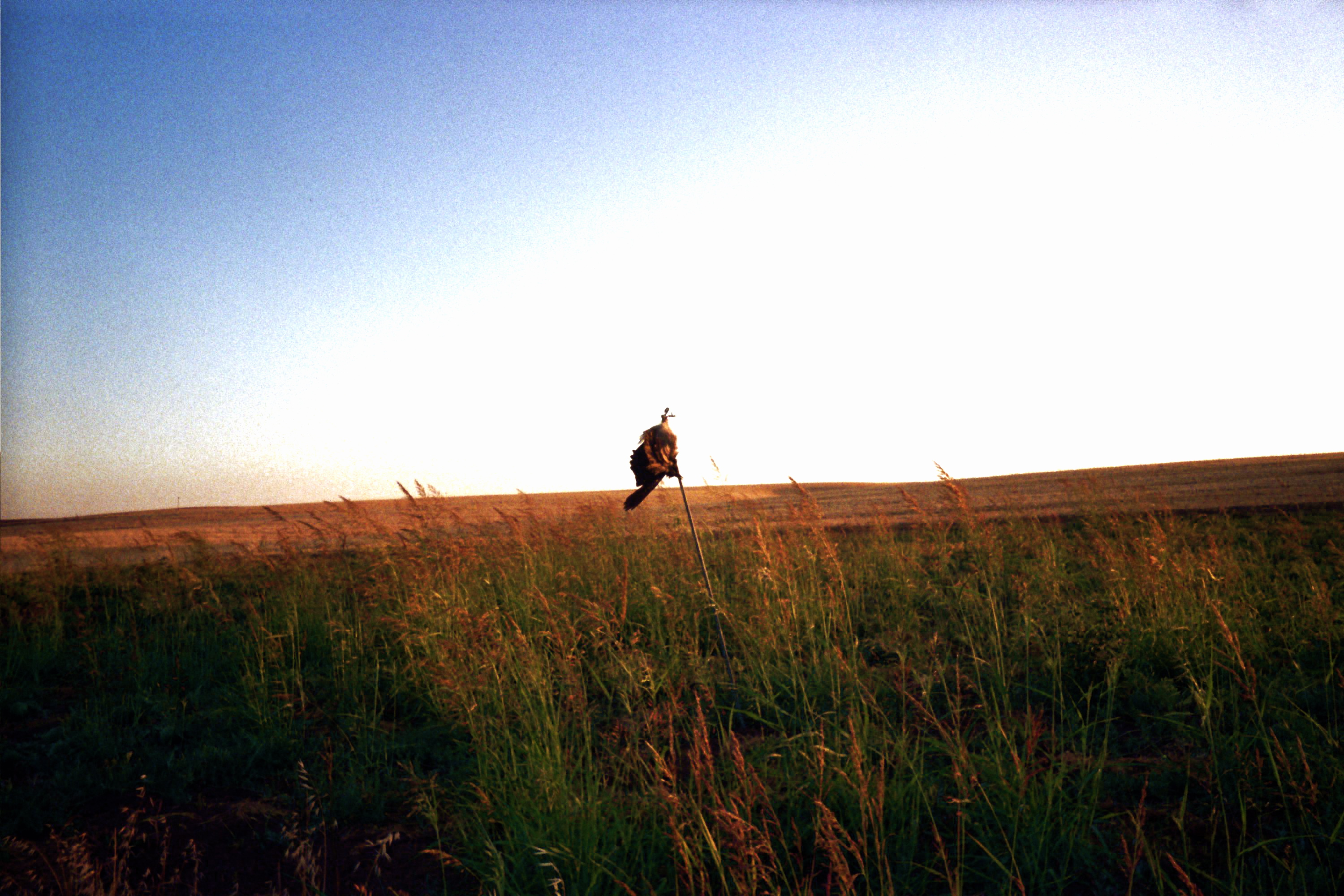
베두인족이 행운을 빌기 위해 들판에 죽은 매를 놓는다

키부츠 초기에는 현대적인 방법으로 강철 도구를 생산하는 국내 최초의 공장이 설립되었다. 수년 후, 이 공장은 문을 닫았고 그 자리에 상자 공장이 세워졌지만, 이 역시 결국 문을 닫았다. 몇 년 후, 키부츠는 라믈라에서 판매 중이던 선풍기 공장을 매입했다. 이 공장은 선풍기 시장이 값싼 중국산 선풍기로 넘쳐나기 전까지 수년 동안 키부츠 경제에 중요한 역할을 했다. 이 공장은 전기 모터 생산으로 전환되었지만, 이 역시 중국 시장에 굴복하여 문을 닫았다. 오늘날 키부츠는 주로 농업 소득과 키부츠 외부에서 일하는 키부츠 회원의 급여에 의존하여 생존하고 있다. 주요 작물로는 밀, 수박, 해바라기가 있다. 키부츠는 또한 소와 닭을 사육한다. 게다가 키부츠의 게스트하우스도 중요한 수입원이다.

## 주목할 만한 인물
- 이츠학 브릭 (1947년생), 이스라엘 장군